# Coppa Agostoni 2002
La Coppa Agostoni 2002, cinquantaseiesima edizione della corsa, si svolse il 21 agosto 2002 su un percorso di 198 km. La vittoria fu appannaggio del francese Laurent Jalabert, che completò il percorso in 4h56'21", precedendo gli italiani Gianni Faresin e Massimo Giunti.

## Ordine d'arrivo (Top 10)
| Pos. | Corridore         | Squadra                  | Tempo    |
| ---- | ----------------- | ------------------------ | -------- |
| 1    | Laurent Jalabert  | CSC-Tiscali              | 4h56'21" |
| 2    | Gianni Faresin    | Team Gerolsteiner        | s.t.     |
| 3    | Massimo Giunti    | Cantina Tollo-Acqua & S. | a 56"    |
| 4    | Óscar Sevilla     | Kelme-Costa Blanca       | s.t.     |
| 5    | Massimo Donati    | Tacconi Sport-Emmegi     | s.t.     |
| 6    | Eddy Ratti        | Mapei-Quick Step         | s.t.     |
| 7    | Michael Rasmussen | CSC-Tiscali              | a 1'04"  |
| 8    | Paolo Tiralongo   | Fassa Bortolo            | a 1'12"  |
| 9    | Gerrit Glomser    | Saeco-Longoni Sport      | s.t.     |
| 10   | Bo Hamburger      | Index-Alexia Alluminio   | s.t.     |